# Trollope (cràter)
Trollope és un cràter d'impacte en el planeta Venus de 27,2 km de diàmetre. Porta el nom de Frances Trollope (1780-1863), novel·lista britànica, i el seu nom va ser aprovat per la Unió Astronòmica Internacional el 1994.